# Erik Westerby-prisen
Erik Westerby-prisen (eller blot Westerbyprisen) er en dansk arkæologisk pris opkaldt efter amatørarkæologen Erik Westerby. Prisen var i 2016 på 100.000 kroner, og den har været uddelt siden 1983. Den uddeles af Erik Westerby-Fondet, der blev oprettet af Erik Westerbys formuende søster Hjørdis Hurwood efter hans død i 1981.

## Prismodtagere
- Pauline Asingh, 2023[5]
- Else Roesdahl, Mads Dengsø Jessen, 2022[6]
- Andres Siegfried Dobat, Peter Jensen Maring, Torben Trier Christiansen, 2021 (for DIME, https://www.metaldetektorfund.dk/)[7] [8] [9]
- Lis Helles Olesen, 2019
- Kristian Kristiansen, 2017[10]
- Lutz Klassen, 2016[1]
- Finn Sonne Nielsen, 2015.[11]
- Berit Valentin Eriksen, 2014[3]
- Bjarne Grønnow, 2012[12]
- Christian Fischer, 2008[13]
- Flemming Kaul, 2007[14]
- Helle Vandkilde[15]
- Jørgen Ilkjær, 2004[16]
- Jørgen Meldgaard, 2003[17]
- Anders Fischer, 2001[4]

Derudover
- Ole Crumlin-Pedersen[2]
- Mogens Bencard[2]
- Ulla Lund Hansen 1990